# Dejan Musli
Dejan Musli (Prizren, Kosovo, 1 de marzo de 1991) es un exjugador de baloncesto serbio retirado. Con una estatura de 2.13 metros, jugaba en la posición de pívot y su último equipo en activo fue el Konyaspor de la BSL turca.

## Carrera
Dotado de un gran físico, le gusta jugar por dentro y es un gran finalizador. Tampoco le falta tiro. Su suspensión es efectiva desde la media distancia (e incluso larga distancia). Inteligente en la pista, es un hombre activo en defensa, buen reboteador e intimidador.
En el historial de Musli destaca su participación en la Final Four júnior de Berlín, competición en la que fue designado 'MVP' tras anotar 31 puntos y capturar 17 rebotes en la final.
En 2010 fichó por el Caja Laboral para las próximas cinco temporadas, aspiraba a quedarse en la primera plantilla que dirige Duško Ivanović, si bien su falta de experiencia en la élite del baloncesto internacional provocó que finalmente fuera cedido.
En febrero de 2011 el Caja Laboral llega a un acuerdo para que Dejan Musli juegue hasta final de año cedido en el Sutor Montegranaro, aunque luego ni siquiera llegó a debutar. Volvió a la disciplina baskonista, donde acabó la temporada. 
En la temporada 2011/12 se volvió a considerar la posibilidad de una cesión, aterrizando en el Baloncesto Fuenlabrada, donde tan solo disputó 3 minutos de juego en su breve paso por el club madrileño. Tras esa efímera experiencia en Fuenlabrada, volvió a su club de origen.
En febrero de 2012 Caja Laboral decidió de nuevo buscar un nuevo destino para Musli, siendo cedido al KK Mega Vizura. Después jugaría dos años en el KK Partizan, volviendo al KK Mega Vizura en el 2014. En verano de 2015 ficha por el Bàsquet Manresa de España, donde realiza un gran inicio de temporada.
En junio de 2016 fichó por Unicaja Málaga siendo una pieza fundamental para el equipo como pívot titular. Dejan promedió 11 puntos y 1.7 rebotes por partido esta temporada 2016-17. Fue campeón de la Eurocup con el equipo malagueño a pesar de que no estuvo presente en las finales de esta competición por lesión. El pívot fue nombrado en el mejor quinteto de la competición europea. 
En la temporada 2017/2018 continúa en el equipo malagueño para jugar en la Euroliga hasta el día 07/12/2017 donde el club y jugador llegan a un acuerdo para la rescisión del contrato, posteriormente el serbio ficha por el equipo alemán del Brose Bamberg.